# IJssel
IJssel (nizozemsko: [ˈɛisəl] (), tudi Gelderski IJssel (IPA: [ˌɣɛldərsə ˈʔɛisəl] (); "Geldern IJssel"), da se razlikuje od Holandskega IJssela, latinsko Isala) je nizozemski rokav reke Ren, ki teče proti severu in se na koncu izliva v IJsselmeer (pred dokončanjem jezu Afsluitdijk leta 1932, znanega kot Zuiderzee) in tako tudi naravno pristanišče v Severnem morju. Teče iz Westervoorta na vzhodni strani mesta Arnhem. Izlije se v kanal jugovzhodno od Flevopolderja v Flevolandu ns višini 3 metrov, ta pa se nato črpa v IJsselmeer. Teče po provincah Gelderland in Overijssel.
Podobno kot Nederrijn, s katerim si deli pritok, se uvršča med manjše iztok Rena. Na razcepu, kjer izvira kanal Pannerdens, se Ren imenuje Waal. Ta bifurkacija leži zahodno od nemške meje. Waal se nato prepleta z drugimi rekami in spodnjim tokom Nederrijna, ki je v celoti znan kot delta Ren–Meuse–Šelda.
Ime vsebuje dvočrkje ij, ki se uporablja v sodobnem nizozemskem pravopisu, zato sta obe črki napisani z veliko začetnico (kot v IJmuiden in IJsselmeer).

## Zgodovina
Ime IJssel (starejša Isla, Isala, iz * Īsalō) naj bi izhajalo iz protoindoevropskega korena *eis- "hitro premikati" (staronordijsko eisa "dirjati naprej", latinsko ira "jeza").
Pred rimskim toplim obdobjem je bil Zuiderzee v zelo poledenelih časih območje slanih, ob plimovanju občasno poplavljenih obsežnih blatnih ravnic, Vlies (latinsko Flevo). IJssel in Amstel sta ohranila ravnovesje slane in sladke vode ter tok proti severu, kar je omogočilo nastajanje otokov in brežin. Med temi so le redka območja nad morsko gladino, to so Kampen, Elburg in severovzhodni breg, nekdaj gozdnat pas od Nijemirduma do Stavorena.
Severno morje, ki je lokalno oblikovalo (ali ponovno oblikovalo) Zuiderzee, se je kasneje ponovno uveljavilo ter ustvarila tako imenovane Dunkirkove transgresije.
Ko so jih ljudje preoblikovali, je IJssel oblikoval veliko svojih novih kratkih razdelilnikov, da bi razpršil svoj tok. Potopljena stara delta je sledljiva od njene nadmorske višine v Zwolleju po najširših delih IJsselmeerja, pri čemer je treba opozoriti, da so dežele Emmeloord, Lelystad in južno od Drontena relativno novejše melioracije. Obstajajo tudi nadaljevanja teh starih, širokih korit, ta ležijo šest metrov pod morsko gladino.
Vlie se nanaša samo na ožino med morskimi otoki Vlieland in Terschelling. Zdi se, da so bili ekskoriacije trdno pod morsko gladino na skrajnem severu (Groote Vliet), Medemblika in IJ (blizu Amsterdama) globoki deli istega vodnega telesa. Na vrhuncu rimskega in srednjeveškega časa se morje se dvigne. Večina okoliškega bazena velikega vodnega telesa Nizozemske, ki spominja na pristanišče, je pridobljena iz nje (nacionalno imenovano polderizacija).
Reka je bila naravna ovira in aprila 1945 so jo morale prekoračiti jurišne enote zavezniških vojsk, ki so osvobajale Nizozemsko pred okupacijskimi silami nacistične Nemčije.

### IJssel kot spodnji del Oude IJssel
Večina reke IJssel je bil spodnji del reke Oude IJssel (lit. "Stari IJssel", nemškio Issel), ki izvira v Nemčiji in tvori pritok v dolžini 70 km. Povezava med Renom in IJsselom je bila verjetno umetna, domnevno so jo izkopali možje pod rimskim generalom Neronom Klavdijem Druzom ok. 12 pr. n. št. kot obrambo pred germanskimi plemeni in da bi lahko rimske ladje prepeljale čete po njej.
Izvir Oude IJssel je blizu Borkena v Severnem Porenju - Vestfaliji v Nemčiji. Najprej teče proti jugozahodu, dokler skoraj ne doseže Rena pri Weselu; nato zavije proti zahod-severozahodu. Ko obkroži Isselburg, prečka mejo z Nizozemsko. Reka nato teče skozi Doetinchem in se pri Doesburgu pridruži reki IJssel. Oude IJssel je za reko Ren drugi največji vir toka reke.

## Značilnosti
Povprečni dnevni pretok se lahko zelo spremeni. V daljših časovnih obdobjih je pretok znašal v povprečju približno 300 kubičnih metrov na sekundo. Pretok sega med 140 do 1800 m3/s, odvisno od hitrosti vode, ki prihaja iz gorvodnega toka, in jezov zahodno od Arnhema, ki kontrolirajo dobljeno vodo. To kontrolira Pannerdenski Kanaal, edini dotok (skupno z Nederrijn).
Kot nižinska reka, v kateri se hitrost zmanjšuje, IJssel meandrira. Nekatere meandre je odstranil človek (in kopne zemlje, hank), kot sta na primer blizu Rhedena in Doesburga, s čimer se je dolžina zmanjšala s 146 km  na 125 km, vendar ne tako radikalno kot Meuse ali Great Ouse. Od poznega devetnajstega stoletja se je odlaganje usedlin, ki tvorijo otoke na zunanji strani ovinkov, zmanjšalo.

### IJssel kot distributer Rena
Ker je bila povezava med Renom in IJsselom izkopana, je Ren postal glavni dejavnik pretoka reke IJssel – majhen del toka prvega sestavlja zgornji IJssel. Različni pritoki dodajajo malo ali veliko vode toku IJssela, kot sta potoka Berkel in Schipbeek zaradi relativno lokalnih padavin. IJssel, če je sprejet kot veja delte Ren-Meuse-Šelda, je edini, ki zajema pritoke in ne povzroča razvodov. Nima stika z Meuse, Scheldt, niti z njihovimi posledičnimi vodotoki.
V zadnjih nekaj kilometrih reke, blizu mesta Kampen, nastanejo razvodi, kar povzroči precej majhno delto. Nekateri od teh so bile zajezeni za zmanjšanje nevarnostipoplav. Nekateri so se zamuljili, drugi rokavi tečejo brez prekinitve. Večina zajezitve je bila opravljena pred letom 1932, ko so Zuiderzee spremenili v sladkovodno jezero IJsselmeer. V času severozahodnih neviht je bila celotna delta nagnjena k poplavam, zaradi česar je slana voda Zuiderzeeja potisnila nazaj v delto.
Sodobna imena vej delte so od zahoda proti vzhodu:
- Keteldiep
- Kattendiep
- IJssel pri VelpNoorddiep (samo lokalni drenažni jarek)
- Ganzendiep
- Goot

Noorddiep je bil od glavnih rokavov zaustavljen na obeh koncih. Druga veja, De Garste, je bila do sredine devetnajstega stoletja že popolnoma zamočena. Do približno leta 1900 je bil Ganzendiep do razcepa Goot znan kot pravi IJssel, tako kot zgodovinski glavni kanal. Sedanji glavni kanal se je vse do dvajsetega stoletja imenoval Regtediep ali Rechterdiep.
IJssel, ki je zdaj večinoma renski krak, je ohranil večino značaja ločene reke. Ima svoje pritoke in, kar zadeva Stari IJssel (Oude IJssel), nekdanji izvir.

### Pritoki in povezovalni kanali
Naslednji kanali, dolgi jarki in pritoki napajajo IJssel v spodnjem vrstnem redu:
- Apeldoorns Kanaal (zahodno) blizu mesta Dieren
- reka Oude IJssel (vzhod) v mestu Doesburg
- potok Berkel (vzhod) pri mestu Zutphen
- Twentekanaal (vzhod) med Zutphenom in vasjo Eefde (občina Gorssel)
- potok Schipbeek (vzhod) blizu mesta Deventer
- potok Grift (zahodno) pri mestu Hattem; njen spodnji tok je bil kanaliziran, da tvori ustje Griftkanaala
- kanal Willemsvaart (vzhod) v mestu Zwolle
- Zwolle-IJsselkanaal (vzhod) blizu Zwolleja